# Tibouchina purpurascens
Tibouchina purpurascens är en tvåhjärtbladig växtart som beskrevs av Célestin Alfred Cogniaux. Tibouchina purpurascens ingår i släktet Tibouchina och familjen Melastomataceae. Inga underarter finns listade i Catalogue of Life.